# Мухаммад I ибн Али ибн Гания
Мухаммад ибн Али ибн Гания, Мухаммад ибн Али ибн Юсуф, Мухаммад ибн Гания (араб. محمد بن علي بن غانية‎; ум. 1155, Тайфа Мальорка) — эмир Майоркской тайфы из династии Ганидов (1146—1155).

## Биография
Представитель династии Альморавидов и родоначальник династии Ганидов. Один амира Али ибн Юсуфа и Гании, представительницы берберского племени санхаджи.
В 1126 году с целью усиления своей власти и уменьшения возмущения местной знати отец Мухаммада отстранил от должности Ванура ибн Абу-Бакра, вали Мальорки (1116—1126). Вместо него вали Мальорки и остальных Балеарских островов был назначен Мухаммад ибн Али ибн Гания. В то же время его брат Яхья ибн Али ибн Гания (? — 1148) назначается вали (губернатором) Валенсии и Мурсии.
Мухаммад ибн Али сохранил верность правителям государства Альморавидов, но после упадка их власти на Пиренейском полуострове, начиная с 1141 года, стал фактически независимым. В 1146 году Мухаммад ибн али ибн Гания объяви себя эмиром тайфы Мальорка. После вторжения на Пиренейский полуостров войск Альмохадов, Мухаммад ибн али поддерживал последнее сопротивление со стороны эмира Мухаммада ибн Марданиса.
В 1155 году Мухаммад ибн Али объявил наследником сына Абдаллаха, но в том же году он был свергнут своим другим сыном Исхаком, который опирался на дворцовую гвардию. Мухаммад I и Абдаллах был казнены по приказу Исхака.